# Aprilie 2008
Acest articol este generat integral pe baza informațiilor din articolul 2008 și este actualizat periodic de un robot.
 Editările făcute în articol vor fi șterse la următoarea actualizare! Dacă doriți să faceți modificări, editați articolul-sursă.

ianuarie -
februarie -
martie -
aprilie -
mai -
iunie -
iulie -
august -
septembrie -
octombrie -
noiembrie -
decembrie
Aprilie 2008 a fost a patra lună a anului și a început într-o zi de marți.

## Evenimente

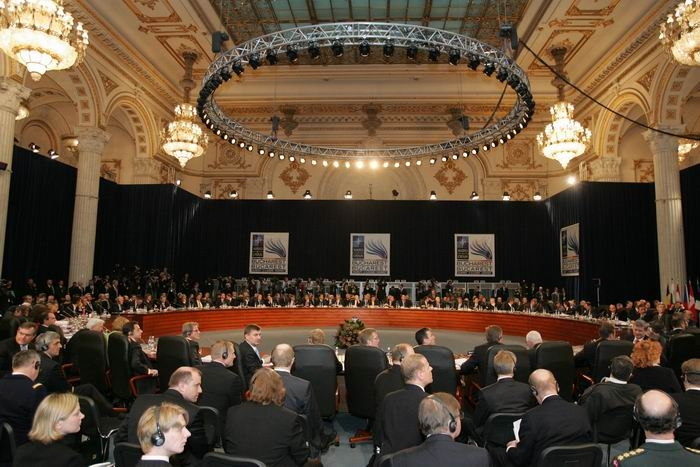
2-4 aprilie: Summitul NATO de la București.

- 2-4 aprilie: Summit NATO la București.
- 6 aprilie: Alegeri prezidențiale în Muntenegru: Filip Vujanović este ales președinte cu 64,34% din voturile exprimate.
- 13 aprilie: Alegeri în Italia: Coaliția condusă de Silvio Berlusconi a câștigat majoritatea locurilor în Camera Deputaților și în Camera Senatului.
- 14 aprilie: A XVI-a ediție a premiilor UNITER.
- 16 aprilie: Papa Benedict al XVI-lea vizitează Casa Albă.
- 20 aprilie: Alegeri prezidențiale în Paraguay: Fernando Lugo este ales președinte cu 40,8% din voturile exprimate. Este pentru prima dată în ultimii 60 de ani când puterea conservatoare pierde alegerile prezidențiale.
- 22 aprilie:  Chirurgii de la spitalul Moorfields Eye din Londra efectuează primele operații folosind ochii bionici, implantându-le la doi pacienți orbi.

## Decese
- 1 aprilie: Moscu Alkalai, 77 ani, actor de teatru și de film, israelian (n. 1931)
- 1 aprilie: Sabin Bălașa, 76 ani, pictor, scriitor și regizor român (n. 1932)
- 1 aprilie: Mosko Alkalai, actor israelian (n. 1931)
- 3 aprilie: Brânzan Gheorghe, 93 ani, veteran de război, plutonier adjutant, în timpul celui de-al doilea Război Mondial (n. 1915)
- 5 aprilie: Charlton Heston (n. John Charles Carter), 84 ani, actor american (n. 1923)
- 6 aprilie: Wanda Sachelarie-Vladimirescu, 92 ani, artistă plastică română (n. 1916)
- 11 aprilie: Claude Abbes, 80 ani, fotbalist francez (portar), (n. 1927)
- 13 aprilie: John Archibald Wheeler, 96 ani, fizician și educator american (n. 1911)
- 14 aprilie: Ollie Johnston (Oliver Martin Johnston Jr.), 95 ani, pictor american (n. 1912)
- 14 aprilie: Marisa Sannia, 61 ani, cântăreață și actriță italiană (n. 1947)
- 15 aprilie: Dan Grigorescu, 77 ani, istoric literar, eseist (n. 1931)
- 15 aprilie: Dan Mateescu, 97 ani, inginer român, membru al Academiei Române (n. 1911)
- 16 aprilie: Edward Norton Lorenz, 90 ani, matematician american (n. 1917)
- 17 aprilie: Aimé Césaire (Aimé Fernand David Césaire), 94 ani, scriitor francez (n. 1913)
- 17 aprilie: Gwyneth Dunwoody, 77 ani, politician britanic (n. 1930)
- 17 aprilie: Paul Miron, 82 ani, lingvist și filolog român (n. 1926)
- 18 aprilie: Deliu Petroiu, 85 ani, critic de artă român (n. 1922)
- 18 aprilie: Germaine Tillion, 100 ani, antropoloagă franceză (n. 1907)
- 19 aprilie: Mohammad Abbas Baig, 90 ani, general pakistanez (n. 1917)
- 20 aprilie: Dmitri Crețul, 74 ani, constructor sovietic din R. Moldova (n. 1933)
- 20 aprilie: Monica Lovinescu, 84 ani, critic literar și eseist (n. 1923)
- 21 aprilie: Adi Cusin (n. Adolf Aristotel Cusin), 67 ani, poet român (n. 1941)
- 21 aprilie: Nicăpetre (n. Petre Bălănică), 72 ani, sculptor român (n. 1936)
- 21 aprilie: Nina Simone (n. Eunice Kathleen Waymon), 70 ani, cântăreață, compozitoare, pianistă și activistă americană (n. 1933)
- 22 aprilie: Ernst Vlcek, 67 ani, scriitor austriac de literatură SF (n. 1941)
- 24 aprilie: Marcel Chirnoagă, 78 ani, grafician român (n. 1930)
- 24 aprilie: Cezar Ivănescu, 66 ani, poet român (n. 1941)
- 25 aprilie: Vasile Procopișin, 73 ani, farmacist  din R. Moldova (n. 1934)
- 29 aprilie: Chuck Daigh, 84 ani, pilot american de Formula 1 (n. 1923)
- 29 aprilie: Albert Hofmann, 102 ani, chimist elvețian (n. 1906)
- 30 aprilie: Fănuș Băileșteanu (n. Ștefan Băileșteanu), 60 ani, critic și istoric literar român (n. 1947)